# TEE Brabant
Pour les articles homonymes, voir Brabant.
Le Brabant était un train reliant Paris Gare du Nord à Bruxelles-Midi. Il tient son nom de la Province de Brabant

## Histoire
Ce train TEE a été créé en 1963 dans le cadre du groupement Trans Europ Express, et assuré en RGP de la SNCF.
Avec la mise sous tension totale de la ligne Paris-Bruxelles, début août 1963(25 kV alternatif 50Hz jusqu'à Quévy, et 3000 V continu entre cette gare et Bruxelles, ce TEE fut le premier à être converti en rame tractée (voitures DEV de 1re classe, voiture restaurant CIWL, motrices BB 30001 et 30002, déclinaisons tri-tension des BB 9400/9500/9600 de la SNCF, surnommées "Vespa" par les cheminots). Le changement de matériel a été officialisé le 9 septembre 1963 (voir indicateur Chaix du service d'été 1963).
Puis, au service d'été 1964, ce train a été équipé de voitures inox dites PBA, avec fourgon générateur, non climatisées, avec compartiments spéciaux pour la police et la douane (aménagés de manière identique aux RGP ayant assuré des TEE), ainsi que les CC 40100 quadri-tension SNCF, ainsi que les BB série 15 SNCB tri-tension, puis dès 1974, les CC série 18 quadri-tension de la SNCB, identiques aux CC 40100 de la SNCF.
Source: " Les trans Europ Express", Maurice Mertens, et Jean Pierre Malaspina.

## Parcours et arrêts
- 26 mai 1963 Bruxelles-Midi, Paris Nord (un seul sens), (308,9 km)[2].

- 1er septembre 1963 Paris Nord, Bruxelles-Midi (les deux sens)[2].

- 3 juin 1984 TEE supprimé[2].

## Numérotations
- 26 mai 1963 TEE 128[2].
- 1er septembre 1963 TEE 119/128[2].
- 26 mai 1967 TEE 61-64[2].
- 23 mai 1971 TEE 83-84[2].

Horaires du Brabant au service d'hiver 1971/72
| TEE 84 | Pays     | Gare           | km  | TEE 83 |
| ------ | -------- | -------------- | --- | ------ |
| 17:18  | Belgique | Bruxelles-Midi | 0   | 14:05  |
| **:**  | Belgique | Mons           | 55  | **:**  |
| **:**  | France   | St Quentin     | 156 | **:**  |
| 19:43  | France   | Paris Nord     | 310 | 11:45  |

## Matériel
- 26 mai 1963 Rame diesel TEE de la SNCF, 1 jeu à trois caisses, dans le sens Bruxelles - Paris. Retour réalisé par le forcement du TEE 103 Île de France ou par le dédoublement du TEE 123 Étoile du Nord[2].
- 1er septembre 1963 Voitures "Grandes Lignes" de la SNCF, 1 jeu de 4 A9 + A3r + WR + D[2].
- 31 mai 1964 Voitures TEE type PBA de la SNCF et de la SNCB, 1 jeu comprenant 2 A8 + 3 A8t + A5s + A2Ds.
- 2 août 1964 Voitures TEE type PBA de la SNCF et de la SNCB, 2 jeux comprenant 2 A8 + 2 A8t + A5s + A3R + A2Ds dans un roulement de 2 jours combinés avec l'Île de France et l’Étoile du Nord[2].
- 27 septembre 1964 Tous les vendredis renforcement avec la rame de l'Oiseau Bleu[2].
- 29 septembre 1974 Voitures TEE type PBA de la SNCF et de la SNCB, 4 jeux de 7 voitures dans un roulement complet de 4 semaines, combinés avec les TEE Étoile du Nord, Oiseau Bleu, Rubens et Memling. Également tous les vendredis renforcement à 10 voitures dans le sens pair[2].

Restauration assurée par la CIWL.